# Wincentów (powiat krasnostawski)
Wincentów – wieś w Polsce, położona w województwie lubelskim, w powiecie krasnostawskim, w gminie Krasnystaw.
W latach 1975–1998 miejscowość należała administracyjnie do województwa chełmskiego.
Wieś stanowi sołectwo gminy Krasnystaw. Według Narodowego Spisu Powszechnego (III 2011 r.) wieś liczyła 351 mieszkańców.
Wierni Kościoła rzymskokatolickiego należą do parafii Miłosierdzia Bożego w Siennicy Nadolnej.

## Części wsi
| SIMC    | Nazwa    | Rodzaj    |
| ------- | -------- | --------- |
| 0104478 | Oleśnica | część wsi |

## Historia
W wieku XIX Wincentów Majdan wieś w dobrach Krupe posiadała 18 osad z gruntem 175 mórg. Obok Wincentowa do dóbr Krupe należały wsie Krupe, Krupiec, Bzite, Wincentów i Oleśnica.